# Nintendo Research & Development 1
A Nintendo Research & Development No. 1 Department (任天堂開発第一部, Nintendō Kaihatsu Daiichi Bu), comumente abreviada como Nintendo R&D1, foi uma divisão dentro da desenvolvedora japonesa de jogos eletrônicos Nintendo, que era responsável pela produção de muitos dos títulos da empresa. A R&D1 foi a primeira divisão da Nintendo dedicada ao desenvolvimento de títulos e sua criação coincidiu com a entrada da empresa na indústria de jogos eletrônicos.
Criada originalmente sob o nome de Nintendo Research & Development Department, ela se dividiu em 1978 em outras divisões. A R&D1 foi a responsável pela criação e desenvolvimento de várias franquias da Nintendo, como Metroid e Donkey Kong. A divisão existiu até 2004, quando Satoru Iwata, presidente da Nintendo, promoveu uma grande reestruturação interna da companhia, com a R&D1 sendo fundida com a Nintendo Research & Development 2 a fim de criar a Nintendo Software Planning & Development.